# Navi da guerra degli Stati Confederati d'America

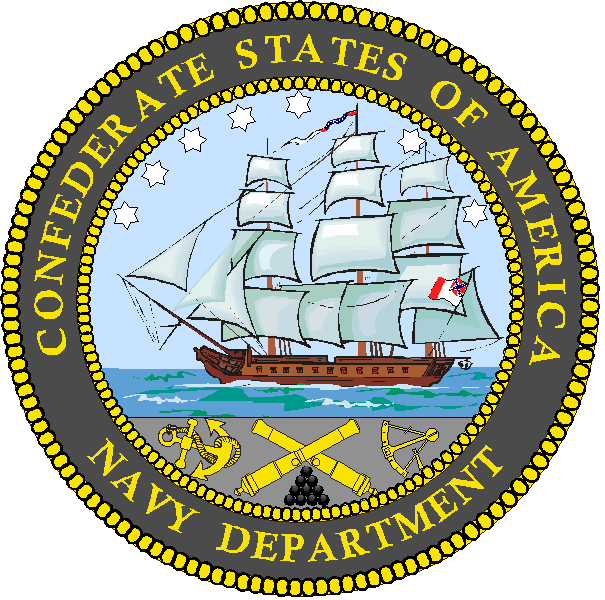
Stemma della Marina Confederata.

Le navi e le imbarcazioni di tutti i tipi e di tutte le classi che prestarono servizio sotto Bandiera confederata prima e durante la guerra di secessione americana, e per le quali esistono documentazioni di riferimento, furono oltre 500. Esse sono tutte contrassegnate dalla sigla CSS, che significa Confederate States Ship (Nave degli Stati Confederati).
In questo numero sono comprese anche imbarcazioni acquisite ma che non poterono entrare in servizio a causa della fine della guerra.
Per alcune imbarcazioni le informazioni sono molto scarne, per cui è solo possibile asserire che esse furono certamente in servizio confederato. Tutte le navi civili o di proprietà dei singoli Stati furono acquisite alla Marina confederata ed impiegate nel ruolo originale o trasformate.
Alcune navi cambiarono classe o impiego; altre furono utilizzate in più impieghi. Se a seguito di tali modifiche la nave non ha cambiato nome, nella classificazione che segue è indicato l'impiego più importante o di durata maggiore. Per il resto si rinvia alla descrizione delle singole navi.
Frequentemente il nome di una nave distrutta o perduta viene assegnato ad un'altra nave di nuova acquisizione: in tal caso i nomi ripetuti sono accompagnati da un numero tra parentesi, che indica l'ordine di assegnazione del nome.
Alle navi catturate, trasformate o meno, solitamente viene cambiato il nome; vi sono però eccezioni, tra le quali la più evidente è quella della fregata USS United States, che divenne CSS United States, anche se talvolta viene indicata come CSS Confederate States.
Censimento e classificazione sono in corso.

## Navi impiegate in particolari aree o raggruppamenti
Le navi elencate nelle sezioni che seguono sono per la maggior parte elencate anche nelle sezioni suddivise per impiego.

### La flotta per la difesa fluviale
Nel 1862 il Dipartimento della Guerra Confederato acquistò quattordici vascelli e li convertì in navi armate leggere per difendere il fiume Mississippi in cooperazione con la Marina Confederata. Equipaggiate da personale dell'Esercito, esse furono poste sotto il commando generale del Captain J. E. Montgomery, CSN, un ex capitano di piroscafo fluviale.
Otto delle quattordici navi, sei delle quali dotate di sperone e classificate come arieti, operarono nelle acque intorno a Memphis, Tennessee, e parteciparono alla battaglia qui avvenuta il 6 giugno 1862, con i seguenti risultati:
- CSS Colonel Lovell - affondata
- CSS General Beauregard - affondata
- CSS General Bragg – catturata e assegnata alla United States Navy come USS General Bragg.
- CSS General Earl Van Dorn – l'unico vascello della flotta che evitò la cattura o la distruzione, sfuggendo grazie alla sua superiore velocità. Distrutta il 26 giugno 1862 per evitare la cattura.
- CSS General M. Jeff Thompson – incendiata durante la battaglia; esplosa; abbandonata.
- CSS General Sterling Price - arenata; abbandonata; più tardi assegnata alla Marina U. S. Navy come USS General Price.
- CSS General Sumter - arenata; abbandonata; più tardi assegnata alla Marina U. S. come USS Sumter.
- CSS Little Rebel – arenata e catturata; più tardi assegnata alla Marina U.S. Navy come USS Little Rebel.

Le restanti sei navi, tutte rimorchiatori convertiti, operarono nel basso Mississippi e parteciparono alla difesa dei Forti Jackson e St. Philip, 24 - 28 aprile 1862. Erano:
- CSS Defiance – uscita con pochi danni dai combattimenti del 24, distrutta dal suo equipaggio il 28.
- CSS General Breckinridge – abbandonata e bruciata il 24 aprile 1862.
- CSS General Lovell – abbandonata e bruciata il 24 aprile 1862.
- CSS Resolute - abbandonata e bruciata il 24 aprile 1862.
- CSS Stonewall Jackson – distrutta da forze dell'Unione il 24 aprile 1862.
- CSS Warrior – distrutta da forze dell'Unione il 24 aprile 1862.

### Il Dipartimento Marittimo del Texas (Esercito Confederato)
Il Dipartimento Marittimo del Texas, chiamato anche Brigata Marittima del Texas, fu organizzato dai Confederati all'inizio della Guerra per difendere le acque costiere di quello Stato chiave.
Nell'agosto 1861 il Comandante W. W. Hunter, CSN, fu sottoposto al Segretario della Guerra ed assegnato a sovrintendere agli sforzi per proteggere la costa del Texas. Un ordine del 21 settembre lo autorizzava ad impiegare tutti i natanti leggeri di quell'area per pattugliare le acque costiere e trasportare truppe e rifornimenti. Il primo atto ufficiale del Comandante Hunter fu quello di noleggiare la nave Bayou City il 26 settembre 1861.
Da quel momento e fino alla fine delle ostilità furono coinvolte in queste attività una trentina di imbarcazioni. Alcune erano armate, ma la maggior parte venne impiegata solo per trasporti. Alcune navi prestarono servizio solo brevemente con il Dipartimento Marittimo; altre per tutta la durata della guerra.
Navi armate:
| CSS Bayou City     | CSS Clifton         | CSS Corpus Christi | CSS Diana        |
| CSS Dodge (*)      | CSS George Buckhart | CSS Harriet Lane   | CSS John F. Carr |
| CSS Josiah A. Bell | CSS Mary Hill       | CSS Neptune        | CSS Royal Yacht  |
| CSS Sachem         | CSS Uncle Ben (2)   |                    |                  |

(*) in origine USRC Henry Dodge, operò con il Dipartimento Marittimo del Texas pur mantenendo la propria identità di nave della Marina degli Stati Confederati.
Navi da trasporto:
| CSS A. S. Ruthven | CSS Alamo     | CSS Colonel Stell | CSS Dime           |
| CSS Florilda      | CSS Grand Bay | CSS Island City   | CSS Jeff Davis (2) |
| CSS Lone Star     | CSS Lucy Gwin | CSS Roebuck       |                    |

Navi in altri ruoli:
| CSS Era No. 3 (pattugliatore) | CSS Fanny Morgan (guardiacoste) | CSS General Rusk (pattugliatore) | CSS Sunflower (nave da lavoro) |

### La "Flotta di pietra": navi affondate per ostruzione
L'Esercito e la Marina confederati trovarono questo espediente per costruire barricate nei punti strategici delle acque interne per permettere la via di fuga delle loro forze, evitare la cattura ed impedire l'avanzata dei Federali. Durante la prima metà del 1862 due aree della Virginia, Croatan Sound ed il fiume Pamunkey, furono ostruite con numerose imbarcazioni requisite specificamente per questo scopo a proprietari privati, o provenienti da breve servizio come navi da trasporto. Navi di vario tipo e dimensione furono caricate di pietre e sabbia o riempite di rifiuti, poi rimorchiate in un punto predeterminato ed affondate creando ostacolo a tutte le imbarcazioni di passaggio.
| CSS Alonzo Child | CSS Damascus       | CSS Flycatcher | CSS Germantown |
| CSS John Roach   | CSS New Falls City |                |                |

## Navi classificate secondo l'impiego preminente

### Batterie galleggianti
| CSS Arctic      | CSS Georgia (2) | CSS Memphis (2) | CSS New Orleans |
| CSS Phoenix (1) |                 |                 |                 |

### Cannoniere, Cannoniere corazzate, Cannoniere corazzate con rostro
Navi armate da uno o più cannoni per uso prevalente contro obiettivi costieri. Le cannoniere corazzate, eventualmente dotate di rostro di prua, sono in grado anche di sostenere brevi combattimenti navali.
| CSS A. B. Seger           | CSS Ajax              | CSS Anglo-Norman           | CSS Appomattox    |
| CSS Arizona               | CSS Arrow             | CSS Bayou City             | CSS Black Warrior |
| CSS Chattahoochee         | CSS Clifton           | CSS Corpus Christi         | CSS Corypheus     |
| CSS Curlew                | CSS D. Bentley        | CSS Diana                  | CSS Dollie Webb   |
| CSS Drewry                | CSS Ellis             | CSS Equator                | CSS Fisher        |
| CSS Florida (2)           | CSS Gaines            | CSS General Beauregard (2) | CSS General Bee   |
| CSS General Earl Van Dorn | CSS General Lovell    | CSS General Polk           | CSS George Page   |
| CSS Governor Moore        | CSS Grand Duke        | CSS Halifax                | CSS Hampton       |
| CSS Isondiga              | CSS J. A. Cotton (2)  | CSS James Battle           | CSS James L. Day  |
| CSS Jamestown             | CSS Jeff Davis (1)    | CSS John F. Carr           | CSS Lady Davis    |
| CSS Macon                 | CSS Mary Hill         | CSS McRae                  | CSS Merite        |
| CSS Mohawk                | CSS Morgan            | CSS Nansemond              | CSS Nelms         |
| CSS Norfolk               | CSS Oregon            | CSS Patrick Henry          | CSS Peedee        |
| CSS Portsmouth            | CSS Queen of the West | CSS Reliance               | CSS Sampson       |
| CSS Satellite             | CSS Savannah (1)      | CSS Sea Bird               | CSS Slidell       |
| CSS Spray                 | CSS Teaser            | CSS Tom Sugg               | CSS Uncle Ben (1) |
| CSS Warrior               | CSS Water Witch       | CSS Wave                   | CSS Webb          |
| CSS Yadkin                |                       |                            |                   |

### Chiatte
| CSS Superior |

### Contrabbandiere e per forzamento del blocco
In questa categoria sono comprese navi di tre tipi:
- Navi esclusivamente da trasporto
- Navi da trasporto armate
- Navi armate per protezione delle navi da trasporto

| CSS A. D. Vance      | CSS Aid (2)          | CSS Alliance (2)  | CSS Atlantic         |
| CSS Austin           | CSS Bat              | CSS Bermuda       | CSS Blue Wing        |
| CSS City of Richmond | CSS Colonel Lamb     | CSS Coquette      | CSS Cornubia         |
| CSS Deer             | CSS Don              | CSS Falcon        | CSS Fingal           |
| CSS Flamingo         | CSS Greyhound        | CSS Hansa         | CSS Harriet Pinckney |
| CSS Hope             | CSS Juno             | CSS Kate L. Bruce | CSS Laurel           |
| CSS Lelia            | CSS Lynx             | CSS Matagorda     | CSS Merrimac         |
| CSS Orizaba          | CSS Owl              | CSS Phantom       | CSS Ptarmigan        |
| CSS Robert E. Lee    | CSS Stag             | CSS Stono         | CSS Theodora         |
| CSS Velocity         | CSS William G. Hewes |                   |                      |

Anche navi di altra nazionalità operavano forzando il blocco, rifornendo le Forze armate confederate e ricevendone in pagamento la produzione locale, prevalentemente cotone. È in corso l'identificazione delle navi che seguono per verificarne la bandiera battuta.
| Adela                     | Aries           | Banshee           | Britannia        |
| Caroline (ex USS Arizona) | Chameleon       | Columbia          | Condor           |
| Denbigh                   | Lizzie          | Margareth & Jesse | Memphis (ex USS) |
| Nassau                    | Thomas L. Wragg |                   |                  |

### "Cottonclad" e "Cottonclad Ram"
Navi il cui scafo veniva internamente rivestito con balle di cotone destinate ad assorbire le cannonate e proteggere le macchine e l'armamento. Alcune di esse erano dotate di sperone o rostro (Ram). Le Cannoniere rivestite in cotone sono classificate fra le Cannoniere.
| CSS Cheney                 | CSS Colonel Lovell       | CSS Defiance                 | CSS General Beauregard (1) |
| CSS General Bragg          | CSS General Breckinridge | CSS General M. Jeff Thompson | CSS General Quitman (1)    |
| CSS General Sterling Price | CSS General Sumter (1)   | CSS Great Republic           | CSS Josiah A. Bell         |
| CSS Little Rebel           | CSS May                  | CSS Natchez                  | CSS St. Mary               |
| CSS Stonewall Jackson      |                          |                              |                            |

### Fregate
| CSS Santa Maria | CSS United States (Confederate States) |  |  |

### Golette armate
| CSS Aid (1)    | CSS Alliance (1)   | CSS Dodge      | CSS George Buckhart |
| CSS Hannah     | CSS Jenny Lind (2) | CSS Lewis Cass | CSS Pickens         |
| CSS Washington |                    |                |                     |

### Guardiacoste
| CSS Clarendon | CSS Duane | CSS Fanny Morgan | CSS Helen (1)       |
| CSS Junaluska | CSS Raven | CSS Swan (2)     | CSS William B. King |

### Incrociatori
| CSS Adventure  | CSS Alabama | CSS Alexandra | CSS Florida (3) |
| CSS Sumter (1) |             |               |                 |

### Lance
Sono imbarcazioni veloci della lunghezza di almeno 30'.
| CSS Mosquito | CSS Sand Fly |  |  |

### Navi ospedale
| CSS Kanawha Valley | CSS Samuel Orr |  |  |

### Parlamentari
Navi utilizzate per lo scambio di parlamentari o di prigionieri, sotto la copertura della "Bandiera bianca"; nome e caratteristiche vengono preventivamente indicate all'avversario. Quando non coperte dalla Bandiera bianca possono essere utilizzate per altri scopi (rimorchiatori, trasporto ecc.) ma in questi casi non sono protette dal Diritto internazionale.
| CSS Crescent | CSS Empire   | CSS Frolic | CSS Julia A. Hodges |
| CSS Schultz  | CSS Swan (1) |            |                     |

### Pattugliatori
Navi destinate alla sorveglianza delle coste e delle acque interne, adibite talvolta contemporaneamente anche a minori trasporti.
| CSS Admiral      | CSS Era No. 3 | CSS General Rusk | CSS General Scott |
| CSS Gordon Grant | CSS Grampus   | CSS Lecompt      | CSS Ohio Belle    |
| CSS Royal Yacht  |               |                  |                   |

### Pescherecci
| CSS Archer | CSS Delight | CSS Express | CSS Osceola (2) |

### Pilotine
Piccole imbarcazioni utilizzate per pilotare navi maggiori in passaggi stretti o rischiosi o per entrare nei porti.
| CSS Breaker | CSS Dalman | CSS Indian Chief | CSS St. Philip |

### Piroscafi
Navi mosse da motore a combustione esterna, con caldaia a vapore a bassa o ad alta pressione, alimentato a carbone.

#### Ad elica, armati
| CSS Fanny | CSS Sachem |  |  |

#### A ruote laterali, armati
| CSS B. M. Moore | CSS Carondelet | CSS Granite City | CSS Harriet Lane  |
| CSS Livingston  | CSS Maurepas   | CSS Pamlico      | CSS Pontchartrain |
| CSS Tuscarora   |                |                  |                   |

#### Ad elica, non armati
| CSS Georgian | CSS Georgiana |  |  |

#### A ruote laterali, non armati
| CSS Black Diamond         | CSS Clara Dolsen | CSS Enterprise | CSS Osceola (1) |
| CSS Thirty-fifth Parallel |                  |                |                 |

#### Non meglio precisati
| CSS Belle Algerine | CSS Lynn Boyd | CSS Philo Parsons     | CSS Roanoke |
| CSS Starlight      | CSS Sunflower | CSS Weldon N. Edwards |             |

### Portaordini
| CSS M. E. Dowing | CSS Planter |  |  |

### Ricognitori
Navi impiegate per ricercare le rotte più sicure e per individuare e sorvegliare le mosse delle navi nemiche.
| CSS Curtis Peck | CSS Launch No. 3 | CSS Launch No. 6 |  |

### Rifornitori e Ausiliarie
Navi da trasporto assegnate in permanenza al rifornimento di formazioni, di batterie galleggianti, di torpediniere o di singole navi da battaglia, prevalentemente per il carbone, le munizioni ed i viveri.
| CSS Agrippina      | CSS Alar      | CSS Alert       | CSS Bahama      |
| CSS Castor         | CSS Caswell   | CSS Dime        | CSS Firefly     |
| CSS General Clinch | CSS Grand Era | CSS Island City | CSS James Funk  |
| CSS Jeff Davis (4) | CSS Landis    | CSS Peytona     | CSS Phoenix (2) |
| CSS Red Rover      | CSS Shrapnel  | CSS Torpedo     | CSS W. Burton   |

### Rimorchiatori
Navi attrezzate per rimorchiare altre navi in avaria o attraverso passaggi rischiosi o nei porti. Normalmente utilizzate anche in altri ruoli, come trasporto, pattugliamento o portaordini.
| CSS Beaufort          | CSS Currituck     | CSS Empire Parish | CSS Forrest       |
| CSS Governor Morehead | CSS Hartford City | CSS Ida           | CSS John B. White |
| CSS Kahukee           | CSS Kaskaskia     | CSS Magnolia (1)  | CSS Marianna      |
| CSS Mosher            | CSS Neafie        | CSS Post Boy      | CSS Powhatan      |
| CSS Resolute          | CSS Seaboard      | CSS Star          | CSS Sumter (2)    |
| CSS Towns             | CSS Transport     | CSS Treaty        | CSS Uncle Ben (2) |
| CSS Young America     |                   |                   |                   |

### Sommergibili
| CSS H. L. Hunley | CSS Pioneer | CSS Pioneer II | CSS St. Patrick |

### Torpediniere
| CSS Amazon   | CSS David | CSS Gunnison | CSS Hornet |
| CSS Scorpion | CSS Squib | CSS Torch    | CSS Wasp   |

### Trasporto
| CSS Anna Perrette      | CSS A. S. Ruthven    | CSS A. W. Baker     | CSS Acacia              |
| CSS Alamo              | CSS Albemarle (1)    | CSS Alfred Robb     | CSS Allison             |
| CSS Anglo-Saxon        | CSS Arcadia          | CSS Argosy          | CSS Argus               |
| CSS Ben McCulloch      | CSS Berosa           | CSS Berwick Bay     | CSS Bombshell           |
| CSS Bracelet           | CSS Bradford         | CSS Catawba         | CSS Charm               |
| CSS Chesterfield       | CSS Colonel Hill     | CSS Colonel Stell   | CSS Cotton Plant        |
| CSS Darby              | CSS Darlington       | CSS Dew Drop        | CSS Dick Keys           |
| CSS Dr. Beatty         | CSS Egypt Mills      | CSS Eliza G         | CSS Elmira              |
| CSS Emma Betts         | CSS Era No. 5        | CSS Etiwan          | CSS Fairplay            |
| CSS Ferd Kennet        | CSS Gallego          | CSS General Lee     | CSS General Quitman (2) |
| CSS General Sumter (2) | CSS Gossamer         | CSS Governor Milton | CSS Grand Bay           |
| CSS Grey Cloud         | CSS Harmony          | CSS Hawley          | CSS Helen (2)           |
| CSS Henry J. King      | CSS Huntress         | CSS Iron King       | CSS Isabella Ellis      |
| CSS Jeff Davis (2)     | CSS John Walsh       | CSS Leesburg        | CSS Logan               |
| CSS Lone Star          | CSS Louis d' Or      | CSS Louisville      | CSS Lucy Gwin           |
| CSS M. C. Etheridge    | CSS Magenta          | CSS Magnolia (2)    | CSS Marion              |
| CSS Mars               | CSS Mary E. Keene    | CSS Mary Patterson  | CSS Moro                |
| CSS Muscle             | CSS New National     | CSS Nina Simms      | CSS Northampton         |
| CSS Pargoud            | CSS Paul Jones       | CSS Pine            | CSS Prince of Wales     |
| CSS Queen Mab          | CSS R. J. Lockland   | CSS Rebel           | CSS Robert Habersham    |
| CSS Roebuck            | CSS Roundout         | CSS Sallie Wood     | CSS Sam Kirkman         |
| CSS Samuel Hill        | CSS Scotland         | CSS Skirwan         | CSS Sovereign           |
| CSS T. D. Hine         | CSS Time             | CSS Trent           | CSS Turel               |
| CSS Twilight           | CSS Victoria         | CSS Volunteer       | CSS W. W. Crawford      |
| CSS White Cloud        | CSS William H. Young |                     |                         |

### Trasporto truppe
Navi a disposizione dell'Esercito per il trasporto di truppe, artiglierie, munizioni e viveri in navigazione costiera o nelle acque interne.
| CSS Alena             | CSS De Soto     | CSS Doubloon      | CSS Dunbar         |
| CSS Florilda          | CSS G. H. Smoot | CSS Golden Age    | CSS H. R. W. Hill  |
| CSS Hart              | CSS Hibben      | CSS J. D. Clarke  | CSS Jenny Lind (1) |
| CSS John Simonds      | CSS Kentucky    | CSS Le Grand      | CSS Pauline        |
| CSS Prince            | CSS Republic    | CSS Robert Fulton | CSS Sharp          |
| CSS St. Francis No. 3 | CSS Sumter (3)  | CSS Vicksburg     | CSS Wilson         |
| CSS Yazoo             |                 |                   |                    |

## Navi in impieghi anomali e non classificate

### Acquisite ma non entrate in servizio
Navi acquistate, costruite o catturate, che non sono state completate o trasformate prima della fine della guerra o che sono state affondate dopo la cattura perché inutilizzabili. Vedi anche Navi affondate per ostruzione.
| CSS Albatross   | CSS Bienville | CSS Caleb Cushing    | CSS Cheops        |
| CSS Chesapeake  | CSS Fulton    | CSS Jacob Musselman  | CSS James Johnson |
| CSS James Woods | CSS Leviathan | CSS Morning Light    | CSS Penguin       |
| CSS Plover      | CSS Plymouth  | CSS Rappahannock (2) | CSS Rosina        |
| CSS Ruby        | CSS Snipe     | CSS Widgeon          |                   |

### Navi ricevimento
- USS United States, una delle sei fregate originarie, venne abbandonata intatta dai nordisti a Norfolk, riattata dai confederati con una batteria da 19 cannoni a difendere il porto e come nave ricevimento, affondata nel 1861 a bloccare il porto, rialzata dai nordisti e poi demolita nel 1865.

### Navi per le quali non è stato possibile definire il ruolo
| CSS Appleton Belle   | CSS Argo           | CSS Capitol      | CSS Countess         |
| CSS Dan              | CSS Danube         | CSS Dolly        | CSS Edward J. Gay    |
| CSS Elma             | CSS Governor Aiken | CSS H. D. Mears  | CSS Hercules         |
| CSS Isabella         | CSS J. D. Swaim    | CSS J. H. Jarvis | CSS J. J. Crittenden |
| CSS Jeff Davis (3)   | CSS Julius         | CSS Lady Walton  | CSS Launch No. 1     |
| CSS Laura            | CSS Manassas (1)   | CSS Memphis (1)  | CSS Moultrie         |
| CSS Nelson           | CSS Randolph       | CSS Renshaw      | CSS Talomico         |
| CSS Wade Water Belle |                    |                  |                      |

### Nomi erroneamente attribuiti a navi confederate
| Nome errato      | Attribuito a       |
| ---------------- | ------------------ |
| CSS Chickahominy | CSS Fredericksburg |